# Kamarádka knihovna
Kamarádka knihovna je celostátní soutěž o nejlepší dětské oddělení knihovny v České republice. Soutěž organizuje Svaz knihovníků a informačních pracovníků ČR pod záštitou Ministerstva kultury ČR a Národní knihovny ČR a koná se v pravidelných dvouletých intervalech. Poprvé byl vítěz vyhlášen v roce 2007.

## Kritéria hodnocení
Do soutěže se může přihlásit oddělení pro děti obecní, městské či krajské knihovny. Mezi hlavní soutěžní kritéria patří např. spokojenost dětí s knihovnou (děti hodnotí knihovnu formou známek na vysvědčení), rozsah týdenní provozní doby knihovny pro děti, počet počítačů připojených k internetu pro děti, procento registrovaných dětských čtenářů z celkového počtu dětí v místě knihovny a další ukazatele. U knihoven, které na základě těchto kritérií postoupí do užšího kola, se hodnotí ještě další parametry, např. webové stránky knihoven pro dětské čtenáře, spolupráce se školami a dalšími partnery a další. Toto hodnocení probíhá při návštěvě dané knihovny. Za každé kritérium knihovna dostává body, které se sčítají a vyhrává ta, která jich získá nejvíce. Hodnotitelská komise má pět až šest členů, je v ní zástupce za Národní knihovnu ČR, odborník na dětské webové stránky, zástupce SKIPu a další.

## Ceny a vyhlášení vítěze
První tři knihovny získávají ocenění v podobě finanční odměny. Slavnostní vyhlášení probíhá 1. června na Den dětí v Praze.

## Vítězné knihovny
- V roce 2007 se do soutěže přihlásilo 104 knihoven. 1. místo nakonec obsadila Městská knihovna Tišnov u Brna, 2. místo Městská knihovna Sedlčany, 3. místo Městská knihovna Havířov
- V roce 2008 se do soutěže přihlásilo 113 knihoven. 1. místo získala Městská knihovna Sedlčany, 2. místo Městská knihovna Slavoj Dvůr Králové nad Labem, 3. místo Městská knihovna Havířov
- V roce 2011 se přihlásilo 100 knihoven a 1. místo obsadila Městská knihovna Chrudim, 2. místo Městská knihovna Slavoj Dvůr Králové nad Labem, 3. místo Knihovna B. B. Buchlovana Uherské Hradiště